# Øjekoral
Øjekoral (Lophelia pertusa) er det eneste koraldyr af slægten Lophelia. Den hører til stenkorallerne og er dermed rev-dannende. 
Øjekoral lever i modsætning til mange af de kendte varmt-vands koraller, ikke i symbiose med Symbiodinium-alger; det er en såkaldt azooxanthellat koral. Til gengæld har man fundet adskillige bakterier, som lever symbiotisk med Øjekorallen.
Den lever i havet og har behov for en konstant gennemstrøm af næringsrigt havvand, med en vis salinitet og temperaturer omkring 4-8˚C. På koldt-vands koralrev er den ofte i stort overtal, blandt andre koraller. Den foretrækker tilsyneladende vanddybder på 200-400 m, men levende kolonier er fundet på så lavt vand som 39 m og ved dybder på op til 4000 m. Den findes overalt på Jorden i alle verdenhavene, hvor blot de rette livsbetingelser er tilstede. 
Øjekoraller vokser meget langsomt (5,5-25 mm/år), men kan blive op mod 400 år gamle. Det er kun i de få øverste centimeter af de hårde grene af karbonat koraldyrene bor, resten er forladt og får lov til at forfalde og smuldre, så der kan med tiden dannes endog meget store kabonat-bjerge på revene. Op til 200 m høje bakker, er observeret i Porcupine Basin vest for Irland. 
Øjekorallen kan i modsætning til andre kendte koraldyr, fastgøre sig på sand- og ralbund og behøver ikke et fast underlag som klippe eller store sten.
Øjekoraller findes i rød og hvid farve, men ved Tislerrevet i Skagerrak udfor Tislerøen i Norge, har man i 2002 fundet gule kolonier. 
Det største øjekoralrev man kender til er Røstrevet ved Røst i Norge, der blev opdaget og kortlagt i 2002. Det er mere end 100 km² stort og er dermed også det største koldt-vands koralrev i verden. 